# 変装

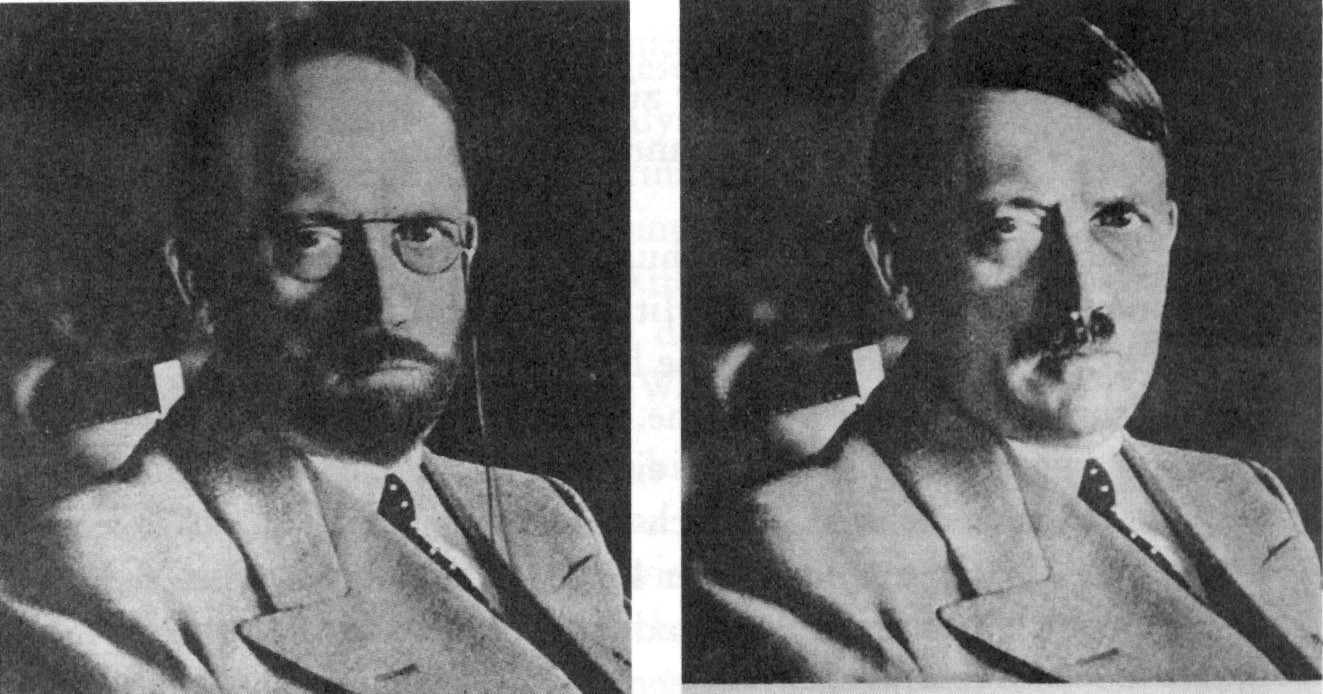
米国のシークレットサービスが配布した、ヒットラーが変装する可能性のある姿の写真

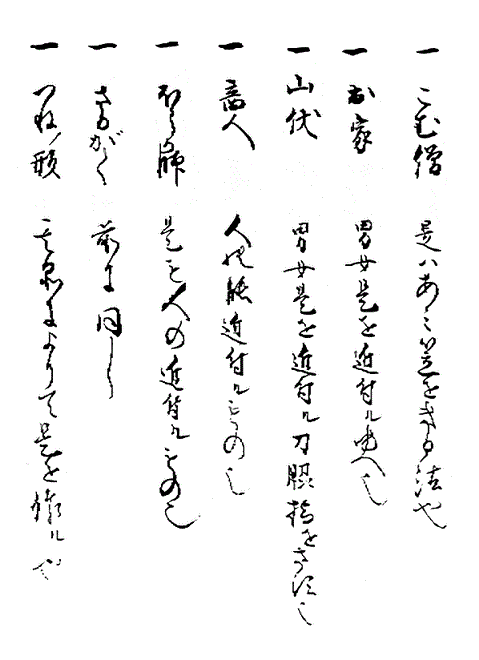
正忍記の中の変装の方法が説明されている頁。基本として虚無僧・出家(=僧侶）・山伏・商人・放下師(≒大道芸人）・猿楽・常の形があげてあり、服装だけでなく、その職業ごとの 立ち振る舞いや習慣も身に着ける必要があると説く。

変装（へんそう）とは、別人にみせかけるために風貌や服装などを変えること。

## 歴史
日本においては、戦国時代の忍者は人知れず活動するために変装を行い、偵察や工作活動を行ったことが知られている。
江戸時代には、僧が医者に変装し、船宿で女遊びをしたことや、武士が庶民文化であった花見や初鰹などを楽しむために人目をはばかり町人に変装したことが、川柳などで詠まれた。江戸町奉行大岡忠相は、町人髷を結い刺青をし裃を脱いで庶民に変装したと民間に伝承されている。
現代でも、スパイ・諜報部員などは変装を行うことがある。犯罪者が犯罪を実行する時や、逃亡生活を行うときなどにも変装は行われている。また、逃亡時には容貌をすっかり変えるために整形手術が行われることもある。

## 諜報・工作活動
間諜、忍者、斥候、スパイなどと呼ばれる者は、工作活動を行う時に変装を行うことがある。
忍者は偵察や工作活動を行う時に変装を行い、状況に応じて様々な職業の装束を身に纏った。例として関所を通過するときには、そこを通過しやすい薬売りなどに変装していたと伝えられる。
戦争では敵兵の兵装を着用する変装や（偽装兵装。ジュネーヴ条約違反であるが、ゲリラ戦ではしばしば見られる）、民間人の衣服を着る変装（便衣兵。ただし、民兵の場合は変装の意図が無くても私服が用いられる場合がある）が行われてきた。

## フィクション
物語の『乞食王子』や『シンデレラ』では、異なった身分の人間だと見せるために変装する場面がある。
スパイ・情報部・諜報部などを題材とした物語の作品では、必ずといっていいほど変装の場面が登場する。
また、探偵が登場する物語においても、変装する人物が登場することは多い。例えば江戸川乱歩の怪人二十面相シリーズに登場する「二十面相」は変装の達人である。また二十面相と闘う明智小五郎や少年探偵団の小林少年なども、怪人に負けじと変装をすることがある。探偵小説では尾行や身辺調査のために変装する設定が描かれることも多い。これらの中には、特定の人物に扮して家族や友人に間近に接して見破られなかったといったエピソードが登場することがあるが、もともと酷似した兄弟姉妹等がベースになる場合や、暗がり、遠距離などの条件下では別として、現実にここまで高度な変装技術が存在したという例はない。映画などでのメーキャップ技術でもまず不可能であり、こうした物語が映像化される場合は、ターゲットを演じる俳優に入れ替わってしまうことが通例である。
東宝映画『クレイジーの怪盗ジバコ』では植木等が変装の名人という役柄で谷啓らに変装した。

## その他
デモンストレーション行進に参加する人の中には、映像が記録され様々な媒体で自分の姿が公開されること（そして、いわゆる"当局"、公安警察・秘密警察などからマークされることなど）を警戒し、あらかじめ変装をして臨む者もいる。

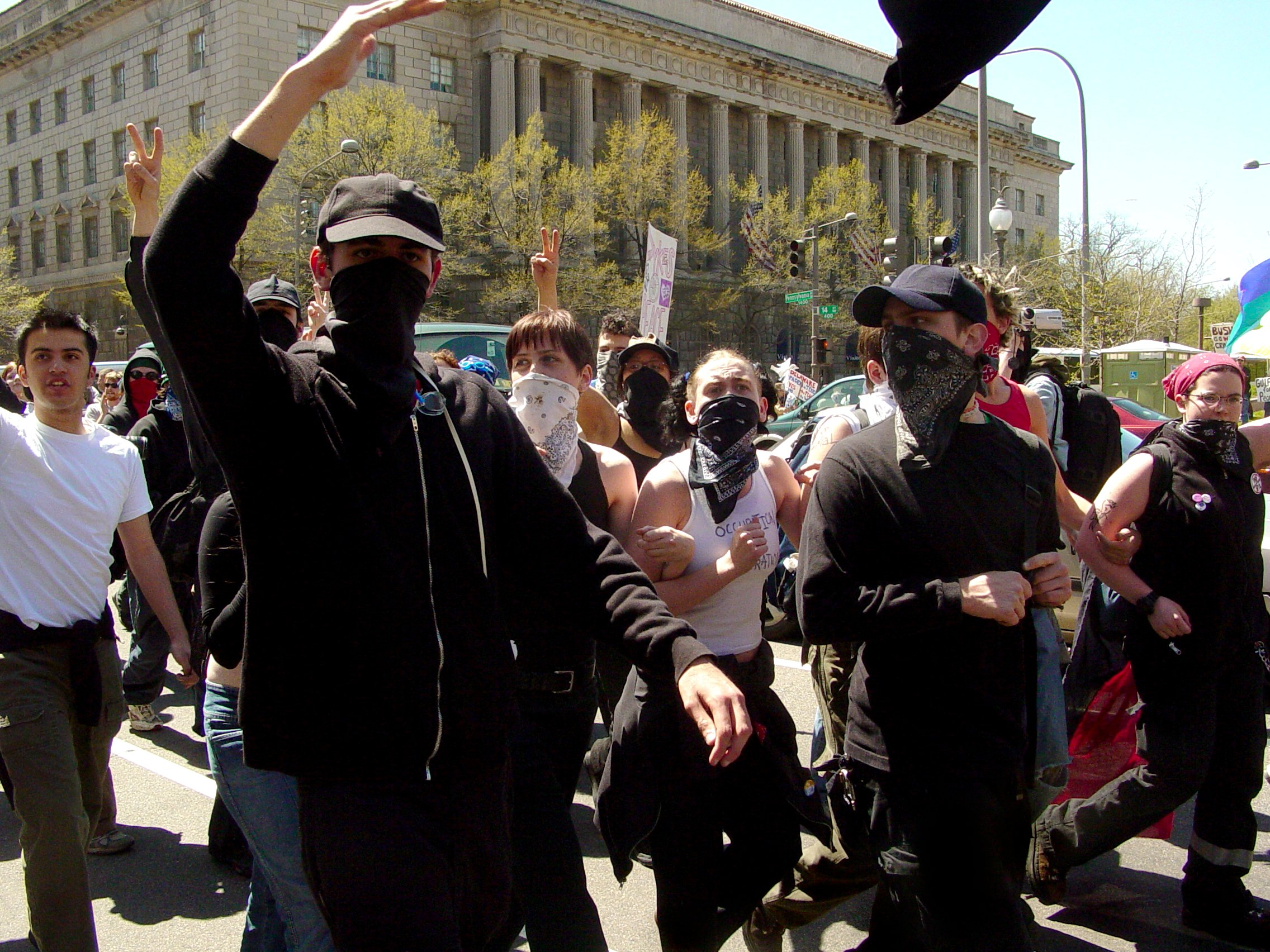
変装したデモ参加者（ドイツ）

特定の興行や物品販売の行列においても、自分がそこにいたことを知られたくないために変装する人がいる。
ビートルズもアイドル時代にファンから逃れるため変装していた。一番多用したのはポール・マッカートニーである。しかし、声でバレたと発言している。その一環は「ハード・デイズ・ナイト」のオープニングで見られる。
1980年代、工業デザイナーのパット・ムーア(当時26歳)が、３年間高齢者に変装して、高齢者が恐らくは高齢者であるという理由だけでリンチされて恐怖することや、高齢者向けの商品さえも高齢者に取りやすい棚に陳列されておらずラベルも老眼では見えにくいことがある・・・などの体験をノンフィクションとしてレポートした。ユニバーサルデザインという言葉やバリアフリーという言葉が今ほど知られなかった(『変装―私は3年間老人だった』朝日出版社　1988年)。

## 変装の道具
変装に用いられることのある道具を挙げる。
- 帽子・目出し帽
- カツラ（ウイッグ）・エクステンション・散髪
- 眼鏡・サングラス・コンタクトレンズ
- マスク（衛生用マスク）
- 付け髭
- 付けボクロ
- 化粧。皮膚の色を変えるためのファンデーション、コンシーラー、つけまつげ、チーク等。
- 含み綿 - ふくよかな頬や下垂した高齢者の頬を、演出するために口に真綿を含むこと。見せ掛けの体形を変えるため衣服の下に綿を忍ばせることも行われる。
- 被服 - 特定の職業のものだと一般に思われている衣類などを身につける。
- 上げ底靴（シークレットブーツ・シークレットシューズとも） - 身長を高く見せる道具[注 1]。

上記のような道具を使用し、メイクと組み合わせて女装または男装することも効果的な変装である。
また、高価で手間がかかるが、ほぼ完全に別人になる変装もある。その例を以下に挙げる。
- マスク（覆面、仮面）
- 特殊メイク

なお、目立ってしまう難点はあるが、（かつて忍者が虚無僧や大道芸人に変装したように）ペイントや着ぐるみなどを着る（着ぐるみなどを着て仕事をしている人になりすます）変装もある。
人でないもの(動物等)に変装する方法としては、次のようなものがある。
- 毛皮
- 着ぐるみ - 一例として、岡山藩の忍術書には、猿の着ぐるみを着て、建物に侵入すると記される[2]。
- 隠れ蓑